# Euopius encoensis
Euopius encoensis är en stekelart som beskrevs av Fischer 1969. Euopius encoensis ingår i släktet Euopius och familjen bracksteklar. Inga underarter finns listade i Catalogue of Life.